# Камполонго-Тапольяно
Камполонго-Тапольяно (итал. Campolongo Tapogliano) — коммуна в Италии, располагается в регионе Фриули-Венеция-Джулия, в провинции Удине.
Население составляет 1202 человека (2008 г.), плотность населения составляет 135 чел./км². Занимает площадь 10 км². Почтовый индекс — 33040. Телефонный код — 0431.
Покровителями коммуны почитаются святые Мартин Турский, Георгий Победоносец и Рох.

## Администрация коммуны
- Официальный сайт:

## Города-побратимы
- Монжискар (Франция)